# Cleistanthus langkawiensis
Cleistanthus langkawiensis är en emblikaväxtart som beskrevs av Airy Shaw. Cleistanthus langkawiensis ingår i släktet Cleistanthus och familjen emblikaväxter. Inga underarter finns listade i Catalogue of Life.